# Xian de Nenjiang
Le xian de Nenjiang (嫩江县 ; pinyin : Nènjiāng Xiàn) est un district administratif de la province du Heilongjiang en Chine. Il est placé sous la juridiction de la ville-préfecture de Heihe.

## Démographie
La population du district était de 493 229 habitants en 1999.